# Jesús de Tavarangue
Jesús de Tavarangüe é uma redução jesuítica, localizada no que hoje é o Departamento de Itapúa, Paraguai. As ruínas da missão, junto com as de La Santísima Trinidad de Paraná, foram declaradas Patrimônio Mundial da UNESCO em 1993.

## História
A Reducción de Jesús foi fundada inicialmente no que hoje é o Alto Paraná em 1685, próximo ao Rio Monday. A missão foi realocada várias vezes antes de chegar à sua localização atual em 1760.. A construção foi interrompida quando os jesuítas foram expulsos do Paraguai em 1767 por decreto do Rei Carlos III da Espanha.
A arquitetura desta redução era completamente diferente das outras. Em estilo mourisco, único em todas as reduções, as três portas de acesso ao templo são excepcionalmente belas. O teto não seria de madeira ou de pedra como em outras, e sim de estilo misto com muros de apoio e grandes pilares centrais. 
As Ruínas Jesuíticas no Paraguai são possivelmente as mais bem preservadas da América do Sul e incluem as Missões de Jesús, San Cosme y Damián e La Santísima Trinidad de Paraná.